# Hyleorus nudinerva
Hyleorus nudinerva är en tvåvingeart som först beskrevs av Villeneuve 1920.  Hyleorus nudinerva ingår i släktet Hyleorus och familjen parasitflugor. Inga underarter finns listade i Catalogue of Life.